# Gábor Kósa
Gábor Kósa (rođen 31. siječnja 1971.) je mađarski povjesničar religija, izvanredni profesor na Fakultetu humanističkih znanosti Sveučilišta Eötvös Loránd, Odsjek za kineske studije. (Kineski naziv: Kāng Gāobǎo; tradicionalni kineski: 康高寶; pojednostavljeni kineski: 康高宝.)

## Karijera
Rođen u Budimpešti, Gábor Kósa magistrirao je engleski (1995.), kineski (1997.) i religijske nauke (2011.). Godine 2006. obranio je doktorsku disertaciju pod naslovom `Terminološka analiza kineskih tekstova povezanih s manihejstvom’ (na mađarskom: A manicheizmussal kapcsolatos kínai nyelvű szövegek terminológiai elemzése).
Između 1999. i 2008. predavao je na Dharma Gate Buddhist Collegeu. Od 2009. radi na Sveučilištu Eötvös Loránd, trenutno kao izvanredni profesor.
Kósa je bio dobitnik postdoktorske stipendije Japanskog društva za promicanje znanosti (JSPS, 2008. – 2009.) i tajvanske Zaklade Chiang Ching-kuo za međunarodnu znanstvenu razmjenu (2010. – 2012.). Od 2014. do 2015. bio je stipendist EURIAS-a u Centru za istraživanje umjetnosti, društvenih i humanističkih znanosti (CRASSH) Sveučilišta Cambridge. Od 2020. do 2021. bio je član Roger E. Covey za istočnoazijske studije na Institutu za napredne studije (IAS, Princeton).
Član je istraživačke grupe Puta svile na Sveučilištu ELTE, partner je istraživač u projektu Australskog istraživačkog vijeća pod nazivom „Manihejski liturgijski tekstovi i prakse od Egipta do Kine". Jedan je od urednika mađarskog časopisa pod naslovom Távol-keleti Tanulmányok (istočnoazijske studije). Od 2019. glavni je urednik časopisa Acta Orientalia Academiae Scientiarum Hungaricae. Član je Odbora za orijentalne studije pri Mađarskoj akademiji znanosti.
Njegovo glavno istraživačko područje uključuje kinesku mitologiju, drevne kineske šamanističke (wu) prakse i kineski manihejizam.

## Značajne publikacije

### Na mađarskom
- „A manicheizmus Kínában.” In: Hamar Imre (szerk.) 2000. Mítoszok és vallások Kínában. [Sinológiai Műhely 1.] Budapest: Balassi Kiadó, 90–122.
- „Sámánizmus és mitológia az ókori Chu államban.” In: Puskás Ildikó (szerk.) 2000. Állandóság a változásban. T'ung-pien. Tőkei Ferenc születésnapjára. Budapest: Politika + Kultúra Alapítvány, 398–428.
- „Matuzsálem a Jangce partján.” In: Birtalan Ágnes – Yamaji Masanori (szerk.) 2001. Orientalista Nap 2000. Budapest: MTA Orientalisztikai Bizottság – ELTE Orientalisztikai Intézet, 78–95.
- „Exorcizmus és sámánizmus az ókori Kínában.” In: Csonka-Takács Eszter – Czövek Judit – Takács András (szerk.) 2002. Mir-susnē-khum. Tanulmánykötet Hoppál Mihály tiszteletére. Budapest: Akadémiai Kiadó. 2. kötet, 806–833.
- „A mágikus, a szellemi és a varázslatos. A ling szó jelentésének vizsgálata a Jiuge versciklus alapján.” In: Hamar Imre – Salát Gergely (szerk.) 2003. Kínai nyelv és irodalom.Tanulmányok Csongor Barnabás születésének 80. évfordulójára. [Sinológiai Műhely 4.] Budapest: Balassi Kiadó, 38–65.
- „Halandó halhatatlanok. A xian-halhatatlanság képzete a Baopuzi 2. fejezetének tükrében.” In: Hamar Imre – Salát Gergely (szerk.) 2004. Kínai filozófia és vallás a középkor hajnalán. Budapest: Balassi Kiadó, 77–136.
- „Sámánizmus a Tang-kor előtti Kínában.” In: Hoppál Mihály – Szathmári Botond – Takács András (szerk.) 2006. Sámánok és kultúrák. Budapest: Gondolat Kiadó, 296–360.
- „Creatio ex gigante  – a kínai Pangu-mítosz forrásai.” Vallástudományi Szemle  2007/2: 142–174.
- „A létezők átváltozása” –– A pillangó motívuma a Zhuangziben.” Vallástudományi Szemle 2008/1: 91–106.
- „Az öröklét gyümölcsei” − Kínai nyelvű manicheus töredékek a Turfán-medencéből.” Távol-keleti Tanulmányok  2009/1: 49–68.
- „A Hatalmas Felhő Fényessége” – áttekintés a kínai buddhizmus és manicheizmus viszonyáról a történeti források tükrében. (Buddho-Manichaica III).” In: Hamar I. – Salát Gergely (szerk.) 2009. Kínai történelem és kultúra – Tanulmányok Ecsedy Ildikó emlékére. (Sinológiai Műhely 7.) Budapest: Balassi Kiadó, 115–135.

### Na engleskom
- “In Search of the Spirits. Shamanism in China before the Tang dynasty. Part I.” Shaman (Journal of the International Society for Shamanistic Research) 8.2. (2000) 131–179.
- “Open Wide, Oh, Heaven's Door! Shamanism in China before the Tang dynasty. Part II.” Shaman (Journal of the International Society for Shamanistic Research) 9.2. (2001) 169–197.
- “The Shaman and the Spirits. The Meaning of the Word ‘ling’ in the Jiuge poems.” Acta Orientalia Hung. 56.2–4. (2003) 275–294.
- “Pangu’s Birth and Death as Recorded in a Tang Dynasty Buddhist Source.” Archiv Orientální / Oriental Archive: Quarterly Journal of African and Asian Studies 77.2. (2009) 169–192.
- “Peacocks under the Jewel-tree − New hypotheses on the Manichaean painting of Bezeklik (Cave 38).” Journal of Inner Asian Art and Archaeology 4 (2011) 135–148.
- “The ‘Sea of Fire’ as a Chinese Manichaean metaphor — Source materials for mapping an unnoticed image.” Asia Major 24.2 (2011) 1–52.
- “The protagonist-catalogues of the apocryphal Acts of Apostles in the Coptic Manichaica –– a re-assessment of the evidence.” In: Bechtold E. and Gulyás A. and Hasznos A. (eds.) 2011. From Illahun to Djeme. Papers Presented in Honour of Ulrich Luft. Oxford: Archaeopress, 107–119.
- “Buddhist and pseudo-Buddhist motifs in the Chinese Manichaean Hymnscroll.” In: Bellér-Hann, Ildikó and Rajkai Zsombor (eds.) 2012. Frontiers and boundaries –– Encounters on China’s margins. Wiesbaden: Harrassowitz, 49–69.
- “Atlas and Splenditenens in the Cosmology Painting.” In: Michael Knüppel und Luigi Cirillo (eds.) 2012. Gnostica et Manichaica. Festschrift für Aloïs van Tongerloo. Anläßlich des 60. Geburtstages überreicht von Kollegen, Freunden und Schülern. (Studies in Oriental Religions 65.) Wiesbaden: Harrassowitz, 63–88.
- “Translating the Eikōn. Some considerations on the relation of the Chinese Cosmology painting to the Eikōn.” In: Laut, Jens Peter / Röhrborn, Klaus (Hrsg.) 2014. Vom Aramäischen zum Alttürkischen. Fragen zur Übersetzung von manichäischen Texten. Vorträge des Göttinger Symposium vom 29./30. September 2011. Berlin, New York: De Gruyter (Abhandlungen der Akademie der Wissenschaften zu Göttingen, N. F.), 49–84.
- “Buddhist Monsters in the Chinese Manichaean Hymnscroll and the Pumen chapter of the Lotus sūtra.” The Eastern Buddhist 44 (2014) 27–76.
- “The Iconographical Affiliation and the Religious Message of the Judgment Scene in the Chinese Cosmology Painting.” In: Zhang Xiaogui 张小贵 (chief editor)，Wang Yuanyuan 王媛媛 and Yin Xiaoping 殷小平 (eds.) 2015. San yi jiao yanjiu –– Lin Wushu jiaoshou guxi jinian wenji 三夷教研究——林悟殊教授古稀纪念文集 (Researches on the Three Foreign Religions ––Papers in Honour for Prof. Lin Wushu on His 70th Birthday.) Lanzhou: Lanzhou Daxue Chubanshe (Ou-Ya lishi wenhua wenku 欧亚历史文化文库》[Treasures of Eurasian History and Culture]), 77–161.
- "The Manichaean ‘New Paradise’ in Text and Image." Crossroads 13 (2016) 27–113.
- "Near Eastern Angels in Chinese Manichaean Texts." Orientierungen / Zeitschrift zur Kultur Asiens 30 (2018 [2019]) 43–71.
- "The Qing Corpus of Manichaean Texts from Fujian." Ming Qing Studies 2020: 85–126.
- "Zarathuštra in the Chinese Manichaean Manuscripts from Fujian." Quaderni di Studi Indo-Mediterranei XII (2019 [2021]): 135–171.

### Na kineskom
- "Monijiao shenpan huihua er zhen 摩尼教审判绘画二帧 [Two Manichaean Judgment Scenes]." [Trans. You Xiaoyu] Zhongshan Daxue Xuebao (Shehui kexue ban) 中山大学学报(社会科学版) 61/4 (2021): 120–130.
- "ʻXiabuzan’ yiti tanmi –– Fujian Monijiao wenshu zhong de Xiabuzan yinwen bianxi 《下部赞》异本探秘–––福建摩尼教文书中的《下部赞》引文辨析 [Another Hymnscroll? Some Hymnal Quotations in the Manichaean Corpus from Fujian]." (Trans. Ma Xiaohe 马小鹤) Shaoxing Wenli Xueyuan xuebao 绍兴文理学院学报 41/9: 1–12.

### Na japanskom
- “Uchū-zu no ‘Kōki no hojisha’ ni tsuite 宇宙図の「光輝の保持者」について [Splenditenens in the Cosmology painting]." (Trans. Dr. Inoue Takami) In: Yoshida Yutaka 吉田豊 and Furukawa Shōichi 古川 攝一 (eds.) 2015. Chūgoku kōnan Manikyō kaiga kenkyū 中国江南マニ教絵画研究 [Studies of the Chinese Manichaean paintings of South Chinese origin preserved in Japan]. Kyoto: Rinsen, 292‒302.
- “Uchū-zu no Atorasu ni tsuite 宇宙図のアトラスについて [Atlas in the Cosmology painting]." (Trans. Dr. Inoue Takami) In: Yoshida Yutaka 吉田豊 and Furukawa Shōichi 古川 攝一 (eds.) 2015. Chūgoku kōnan Manikyō kaiga kenkyū 中国江南マニ教絵画研究 [Studies of the Chinese Manichaean paintings of South Chinese origin preserved in Japan]. Kyoto: Rinsen, 261‒274.
- “Chūgoku no Manikyō uchū-zu ni egakareta sabaki no bamen: zuzō no kigen to shūkyō-tekina messēji 中国のマニ教宇宙図に描かれた裁きの場面: 図像の起源と宗 教的なメッセージ.” [The Judgment Scene in the Chinese Manichaean Cosmology Painting and its Religious Message]." (Trans. Ikematsu-Papp Gabriella 池松パプガブリエラ and Ikematsu Hiroshi 池松 裕史) In: Yoshida Yutaka 吉田豊 and Furukawa Shōichi 古川 攝一 (eds.) 2015. Chūgoku kōnan Manikyō kaiga kenkyū 中国江南マニ教絵画研究 [Studies of the Chinese Manichaean paintings of South Chinese origin preserved in Japan]. Kyoto: Rinsen, 275‒291.